# Hoàng hạc lớn
Hoàng hạc lớn hay lan thanh đạm đơn (danh pháp hai phần: Coelogyne speciosa) là một loài phong lan.
Cây phân bố ở Malaysia và Việt Nam (Đà Lạt).

## Hình ảnh

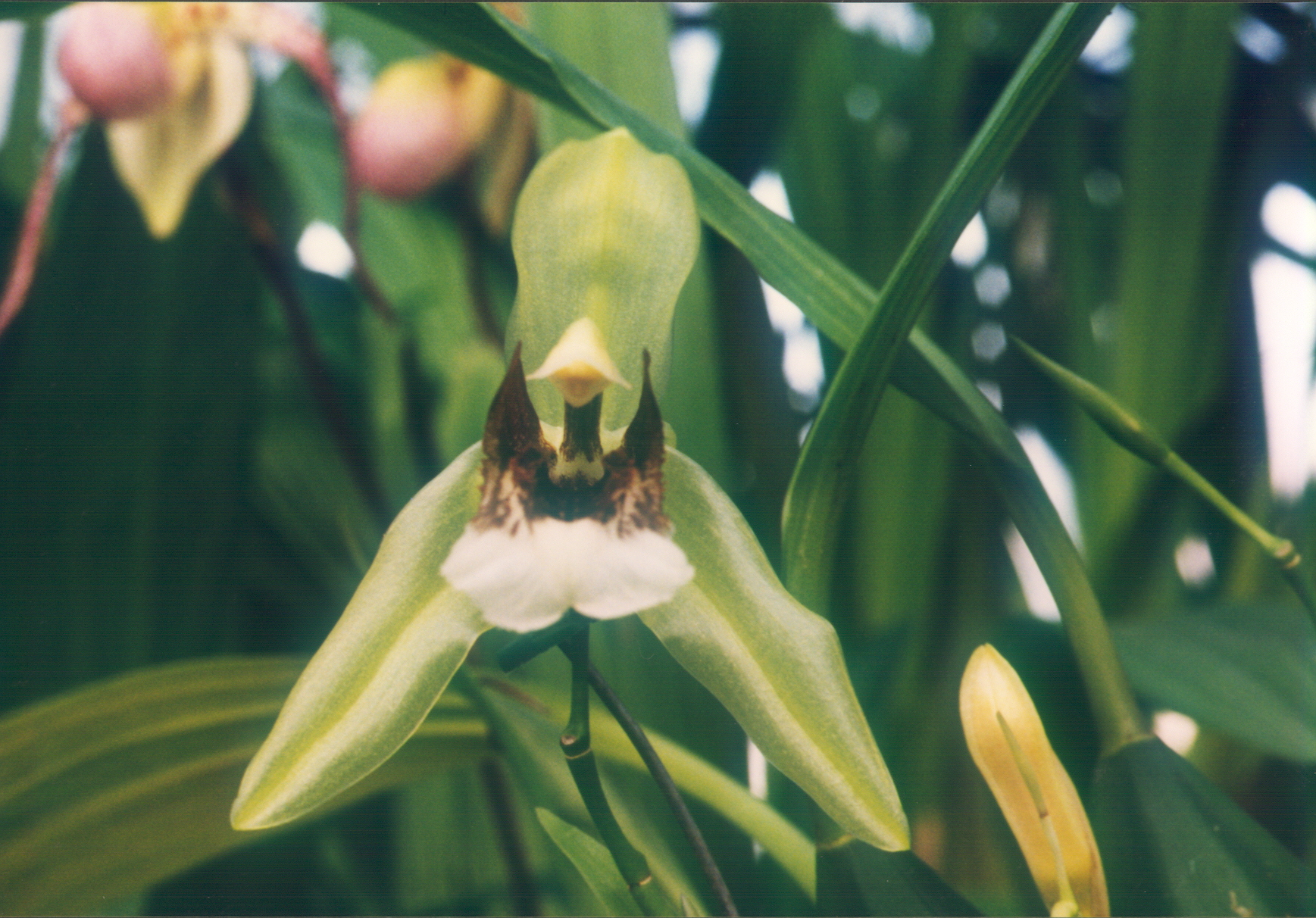
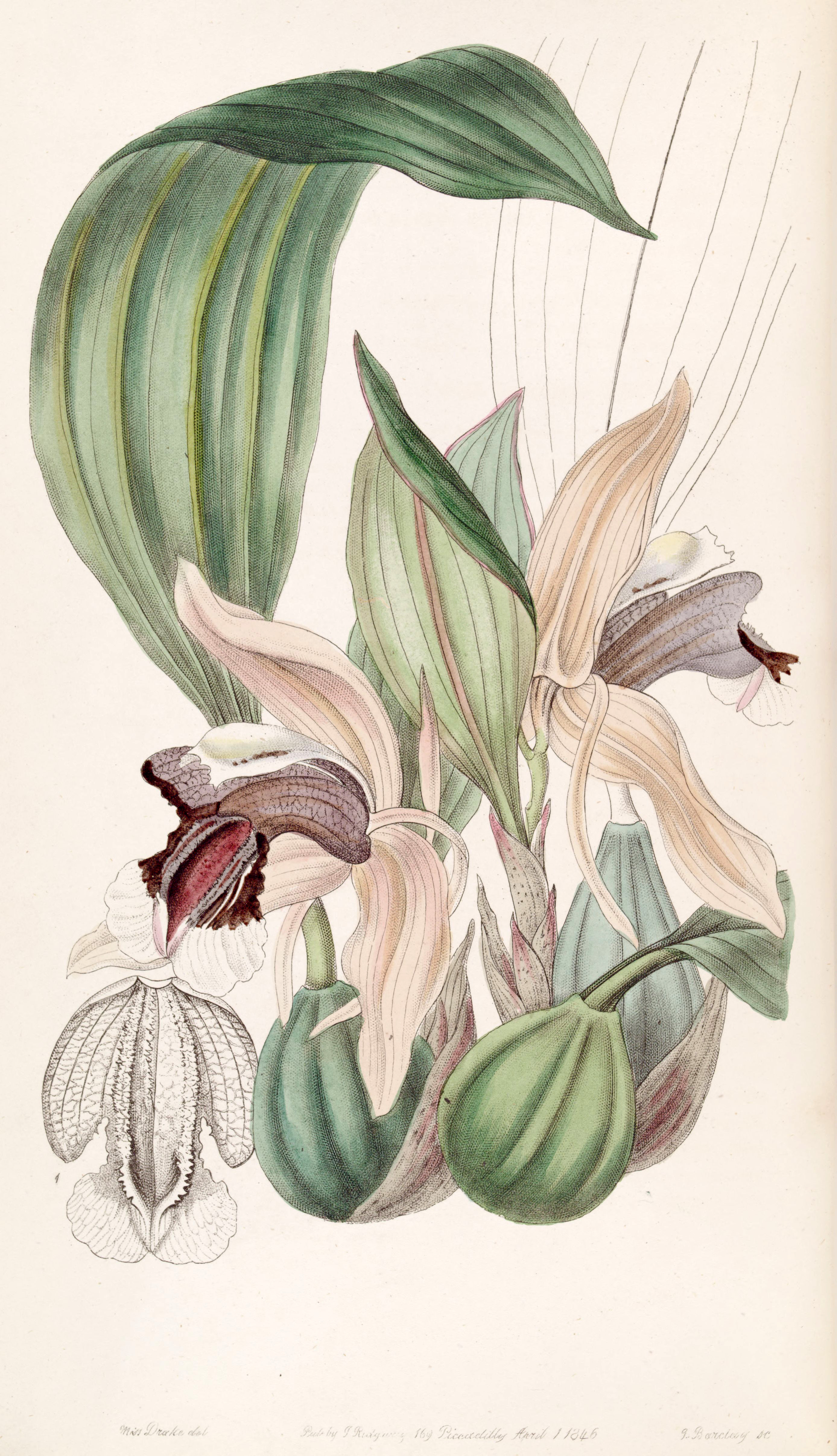
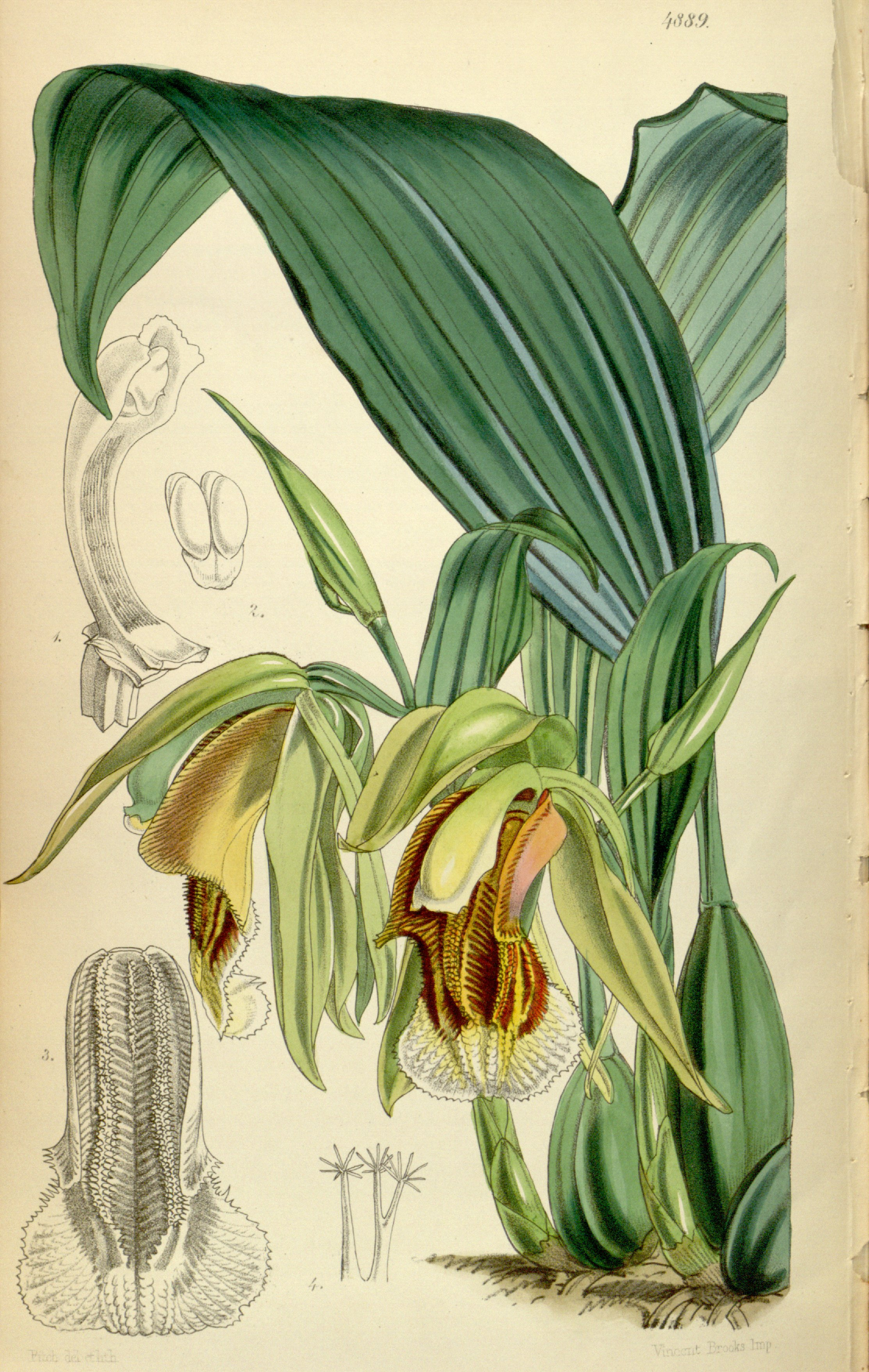
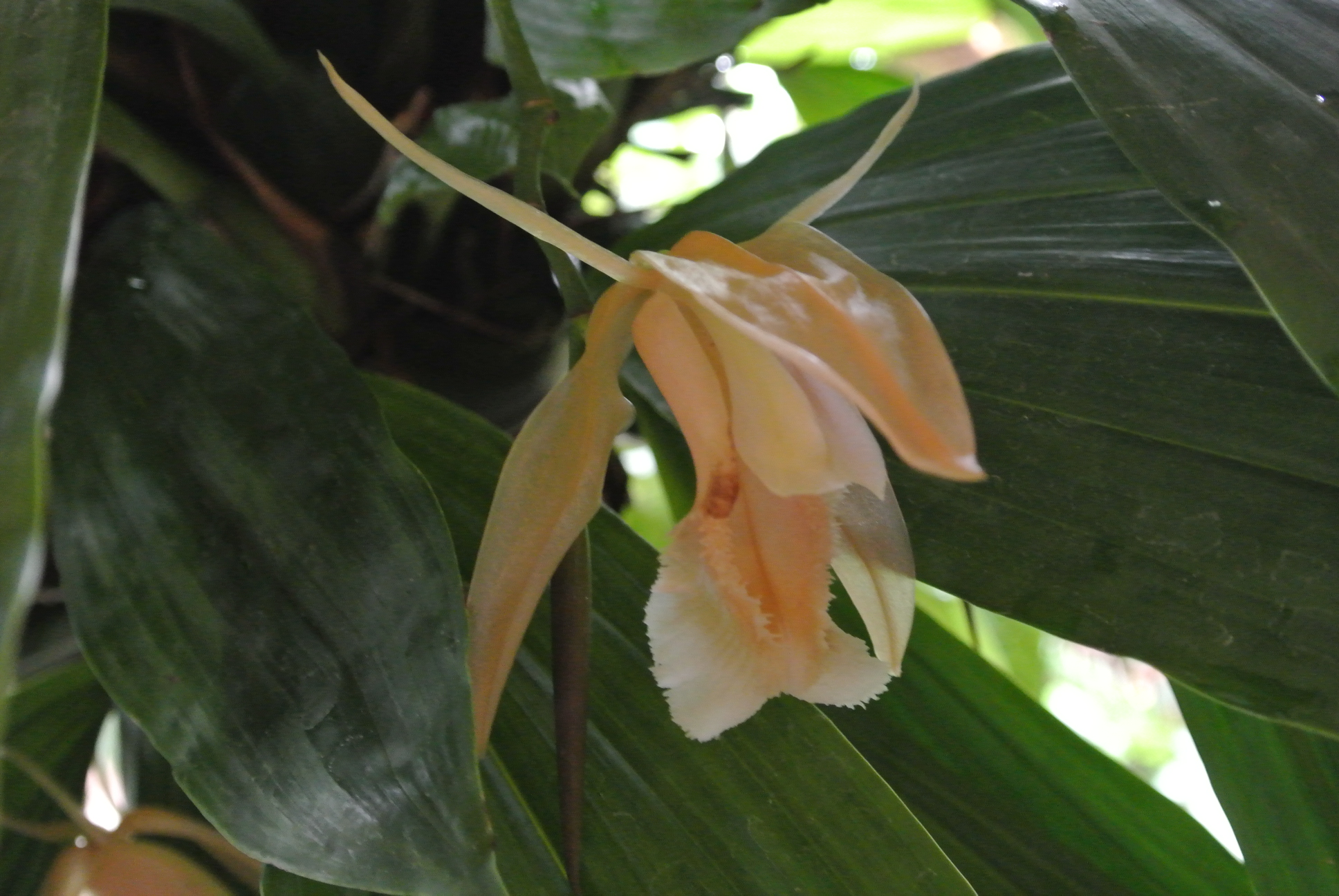